# Макошине (станція)
Мако́шине — проміжна залізнична станція 5 класу Конотопської дирекції Південно-західної залізниці на лінії Бахмач-Пасажирський — Деревини.
Розташована у смт Макошине Менського району Чернігівської області між станціями Бондарівка (10 км) та Мена (10 км).
На станції зупиняються поїзди місцевого сполучення.